# Summer Too Hot
Summer Too Hot è un singolo del cantante R&B statunitense Chris Brown, pubblicato il 23 giugno 2023 come primo singolo d'anticipazione estratto dall'undicesimo album in studio intitolato 11:11.
"Summer Too Hot" è stata nominata ai 66° Grammy Awards per la migliore performance R&B.

## Il brano
"Summer Too Hot" è una mid-tempo R&B, basata su una strumentale vivace. La canzone è stata scritta da Brown insieme al cantante Nasri, che in precedenza aveva lavorato con il cantante per i suoi singoli "Don't Judge Me" e "Next 2 You", mentre la produzione è stata gestita da RoccStar e DSTRK. In "Summer Too Hot" Brown utilizza il suo falsetto durante la sua performance vocale. Il tema della canzone è incentrato sul desiderio sessuale e si colloca in un contesto estivo.

## Video musicale
Il 18 agosto 2023, Brown ha caricato il video musicale di "Summer Too Hot" sul suo account YouTube. Il video è stato diretto da Christian Breslauer. Per il video Brown ha reclutato la maggior parte dei ballerini che facevano parte dei precedenti video musicali della sua carriera.

## Classifiche
| Classifica (2023) | Posizione massima |
| ----------------- | ----------------- |
| Regno Unito       | 96                |
| Stati Uniti       | 92                |